# Eger-patak
Eger-patak är ett vattendrag i Ungern.   Det ligger i provinsen Heves, i den centrala delen av landet, 120 km öster om huvudstaden Budapest. Eger-patak ligger vid sjön Gyálai-Holt-Tisza.